# Tour de Antalya
El Tour de Antalya (oficialmente: Tour of Antalya) es una carrera ciclista por etapas turca que se celebra en el mes de febrero en la región de Antalya. La carrera se organizó por primera vez en el año 2018 y formó parte del UCI Europe Tour bajo la categoría 2.2. En 2020, ascendió a la categoría 2.1. 

## Palmarés
| Año  | Ganador                | Segundo              | Tercero             |           |
| ---- | ---------------------- | -------------------- | ------------------- | --------- |
| 2018 | Artiom Ovechkin        | Cristian Raileanu    | Awet Habtom         |           |
| 2019 | Szymon Rekita          | Giovanni Lonardi     | Attila Valter       |           |
| 2020 | Max Stedman            | Kenneth Van Rooy     | Alessandro Fancellu |           |
| 2021 | cancelada              | cancelada            | cancelada           | cancelada |
| 2022 | Jacob Hindsgaul Madsen | Alessandro Fedeli    | Luc Wirtgen         |           |
| 2023 | cancelada              | cancelada            | cancelada           | cancelada |
| 2024 | Davide Piganzoli       | Alessandro Pinarello | Edoardo Zambanini   |           |

## Palmarés por países
| País        | Victorias |
| ----------- | --------- |
| Rusia       | 1         |
| Polonia     | 1         |
| Reino Unido | 1         |
| Dinamarca   | 1         |
| Italia      | 1         |